# Internoretia fryeana
Genre
Espèce
Internoretia fryeana est une espèce d’algues brunes de la famille des Acinetosporaceae.
Selon AlgaeBase (2 avril 2018), ITIS (2 avril 2018), et World Register of Marine Species (2 avril 2018), il s'agit de la seule espèce du genre Internoretia, et elle était considérée autrefois à tort comme une espèce d'algues vertes de la famille des Chaetophoraceae.

### Espèce
- (en) AlgaeBase : espèce Internoretia fryeana Setchell & N.L. Gardner 1920 (consulté le 2 avril 2018)
- (fr + en) ITIS : Internoretia fryeana W. A. Setchell & N. L. Gardner, 1920 (consulté le 2 avril 2018)
- (en) WoRMS : espèce Internoretia fryeana Setchell & N.L.Gardner, 1920 (consulté le 2 avril 2018)

### Genre
- (en) AlgaeBase : genre Internoretia Setchell & Gardner (consulté le 2 avril 2018)
- (fr + en) ITIS : Internoretia W. A. Setchell & N. L. Gardner, 1920 (consulté le 2 avril 2018)
- (en) WoRMS : Internoretia Setchell & Gardner, 1920 (+ liste espèces) (consulté le 2 avril 2018)